# Thrift Shop
«Thrift Shop» (Комиссионный магазин) — песня, записанная Маклемором и Райаном Люьисом (при участии Wanz), вышла в качестве 5-го и финального сингла с их совместного дебютного студийного альбома The Heist (2012) 28 августа 2012 года.
Журнал Billboard назвал Thrift Shop песней № 1 по итогам 2013 года в США.

## История
Сингл был записан в 2012 году и вышел на независимом лейбле «Macklemore LLC» самого Маклемора. В США сингл дебютировал в Billboard Hot 100 15 сентября 2012 года. Через неделю он выпал из чарта и вернулся в него лишь спустя 6 недель 20 октября 2012. Постепенно завоёвывая популярность, он поднимался всё выше и вошёл в десятку лучших 27 декабря 2012. 2 февраля 2013 года он стал лидером на 16-й неделе своего нахождения в чарте, сместив с первого места Bruno Mars «Locked Out of Heaven».
В итоге, Thrift Shop стала первой с февраля 2010 года записью, независимо распространяемой и возглавившей цифровой чарт Billboard Digital Songs после «We Are the World 25 for Haiti». Thrift Shop также стал только второй в истории песней, созданной на независимом лейбле и ставшей № 1 в США (Billboard Hot 100) впервые почти за 20 лет после Lisa Loeb's «Stay (I Missed You)» (1994).
Музыкальный видеоклип вышел 29 августа 2012. Съёмки проводились в различных местах и магазинах Сиэтла: Goodwill Outlet, Value Village в Capitol Hill, Red Light Vintage, Fremont Vintage Mall, Unicorn/Narwhal Arcade Bar и Northwest African American Museum.
В 2013 году сингл 6 недель (с перерывом) возглавлял американский хит-парад Billboard Hot 100 (4 недели в феврале и затем ещё 2 недели в апреле). Следующий их сингл «Can't Hold Us» также возглавил многие хит-парады.
Thrift Shop 16 недель возглавляла чарт рэп-музыки США Rap Songs, 10 недель была № 1 в чарте цифровой музыки Digital Songs, 14 недель подряд возглавляла чарт R&B/Hip-Hop-музыки США R&B/Hip-Hop Songs. Thrift Shop побила рекорд среди хип-хоп песен, долго удерживаемый песней Эминема «Love the Way You Lie». В июне 2013 года тираж сингла с песней составил 6,557,000 цифровых копий в США.

## Список композиций
| №  | Название      | Длительность |
| -- | ------------- | ------------ |
| 1. | «Thrift Shop» | 3:55         |

| №  | Название             | Длительность |
| -- | -------------------- | ------------ |
| 1. | «Thrift Shop»        | 3:55         |
| 2. | «Ten Thousand Hours» | 4:10         |

## Позиции в чартах
| Чарт (2012–13)                         | Высшая позиция |
| -------------------------------------- | -------------- |
| Австралия (ARIA)                       | 1              |
| Австрия (Ö3 Austria Top 40)            | 2              |
| Бельгия/Фландрия (Ultratop 50)         | 1              |
| Бельгия/Валлония (Ultratop 50)         | 1              |
| Brazil (Billboard Brasil Hot 100)      | 97             |
| Brazil Hot Pop Songs                   | 33             |
| Канада (Billboard Canadian Hot 100)    | 1              |
| Чехия (Rádio — Top 100)                | 4              |
| Дания (Tracklisten)                    | 1              |
| Финляндия (Suomen virallinen lista)    | 1              |
| Франция (SNEP)                         | 1              |
| Германия (GfK)                         | 2              |
| Greece Digital Songs (Billboard)       | 5              |
| Венгрия (Dance Top 40)                 | 4              |
| Венгрия (Rádiós Top 40)                | 9              |
| Iceland (Tonlist)                      | 12             |
| Ирландия (IRMA)                        | 1              |
| Израиль (Media Forest)                 | 1              |
| Италия (FIMI)                          | 2              |
| Lebanon (The Official Lebanese Top 20) | 1              |
| Нидерланды (Dutch Top 40)              | 1              |
| Новая Зеландия (Recorded Music NZ)     | 1              |
| Норвегия (VG-lista)                    | 1              |
| Польша (Dance Top 50)                  | 14             |
| Словакия (Rádio — Top 100)             | 17             |
| Испания (PROMUSICAE)                   | 12             |
| Швеция (Sverigetopplistan)             | 2              |
| Швейцария (Schweizer Hitparade)        | 1              |
| Великобритания (OCC UK Singles)        | 1              |
| Великобритания (OCC UK Hip Hop/R&B)    | 1              |
| Великобритания (OCC UK Indie)          | 1              |
| США (Billboard Hot 100)                | 1              |
| США (Billboard Pop Airplay)            | 1              |
| США (Billboard Hot R&B/Hip-Hop Songs)  | 1              |
| США (Billboard Hot Rap Songs)          | 1              |
| США (Billboard Alternative Airplay)    | 14             |
| США (Billboard Dance Club Songs)       | 27             |